# 山階宮菊麿王

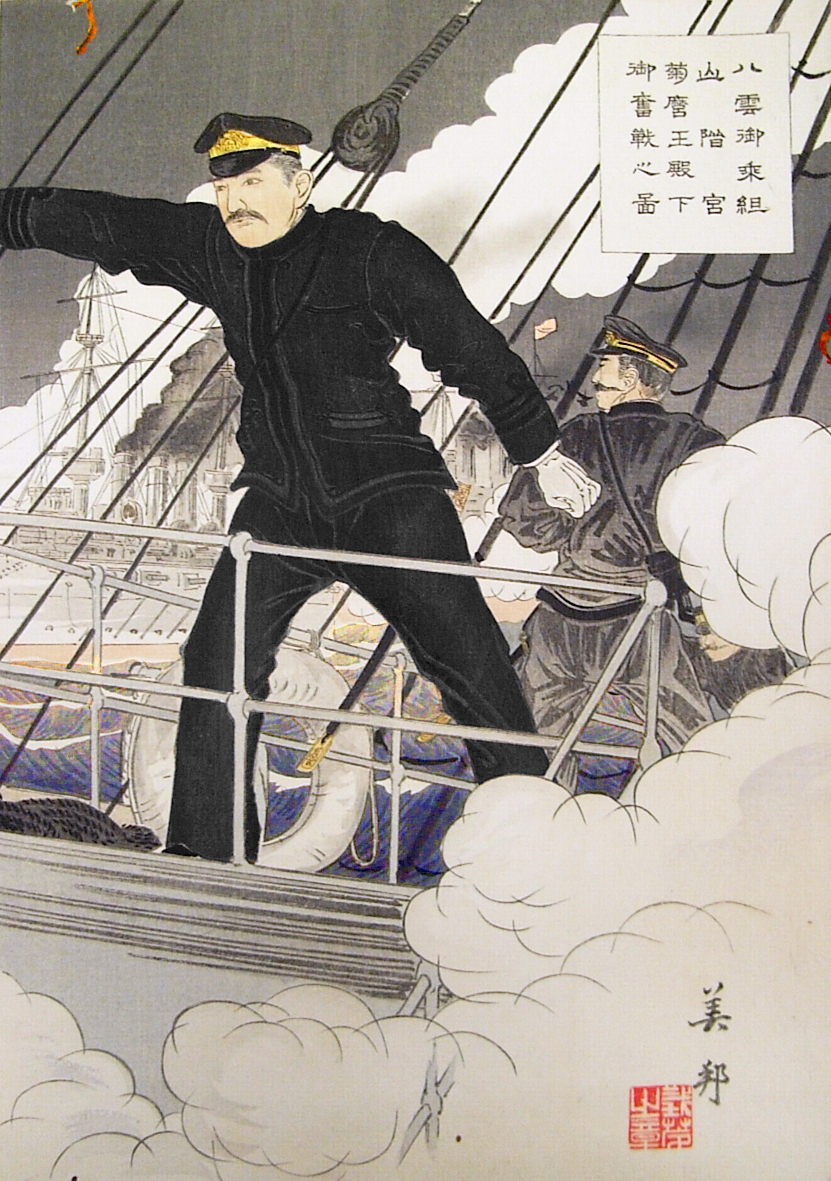
菊麿王畫像

山階宮菊麿王（日语：やましなのみや きくまろおう、1873年7月3日—1908年5月2日），先後成為梨本宮和山階宮的當主，父親為山階宮晃親王。海軍軍人，最高軍階為海軍大佐，大勳位功四級。

## 經歷
1873年，菊麿王於京都府出生，晃親王獨子（上有猶兄定麿王，從東伏見宮過繼），母妾侍中條千枝子。

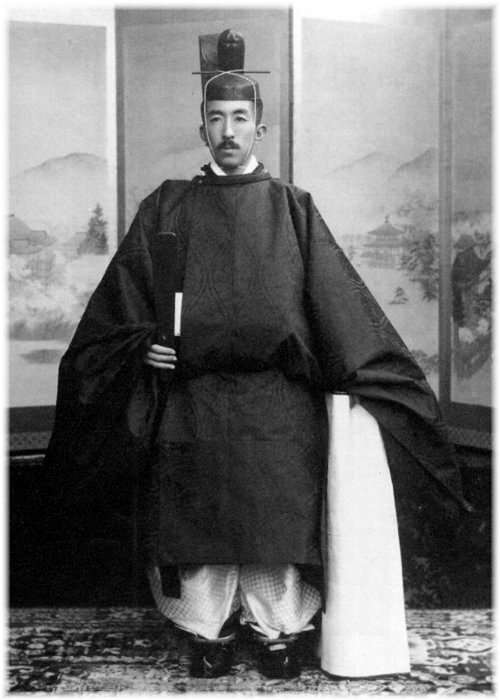
山阶宫菊麿王

1874年，只有一歲的菊麿王過繼給梨本宮守脩親王，1881年守脩親王過世之後就繼任梨本宮當主一位。1885年，猶兄定麿王正式過繼給無子的七叔小松宮彰仁親王，換言之定麿王不再是晃親王的猶子，所以菊麿王回歸到山階宮（當時定麿王還未成為山階宮當主），而梨本宮當主一位則由堂弟守正王接任。
1892年，他成為海軍少尉候補生，第二年獲授勳一等旭日桐花大綬章。1895年，菊麿王和九條道孝女兒範子結婚。1898年，父親晃親王過世，其正式繼任山階宮當主一位，而同年長子武彥王出生。之後，其先後擔任「磐手」、「八雲」分隊長和軍令部第一局員。1901年，範子過世，翌年菊麿王就和島津忠義女兒常子結婚，同年開山階宮筑波山研究所。1905年，菊麿王參加日俄戰爭。
1908年5月2日，菊麿王因急性肺炎而過世，終年三十四歲，同日獲追封為海軍大佐。死後，山階宮當主一位由長子武彥王接任，而由其開的山階宮筑波山研究所就改為筑波山神社・筑波大學計算科學研究中央共同氣象研究所。

## 家庭
父：山階宮晃親王
母：妾侍中條千枝子
養父：梨本宮守脩親王
兄弟姐妹：養兄定麿王
妻：範子
- 長子：武彥王
- 二子：芳麿王
- 長女：淺野安子

第二任妻子：常子
- 三子：藤麿王
- 四子：荻麿王
- 幼子：茂麿王